# Alouette nègre

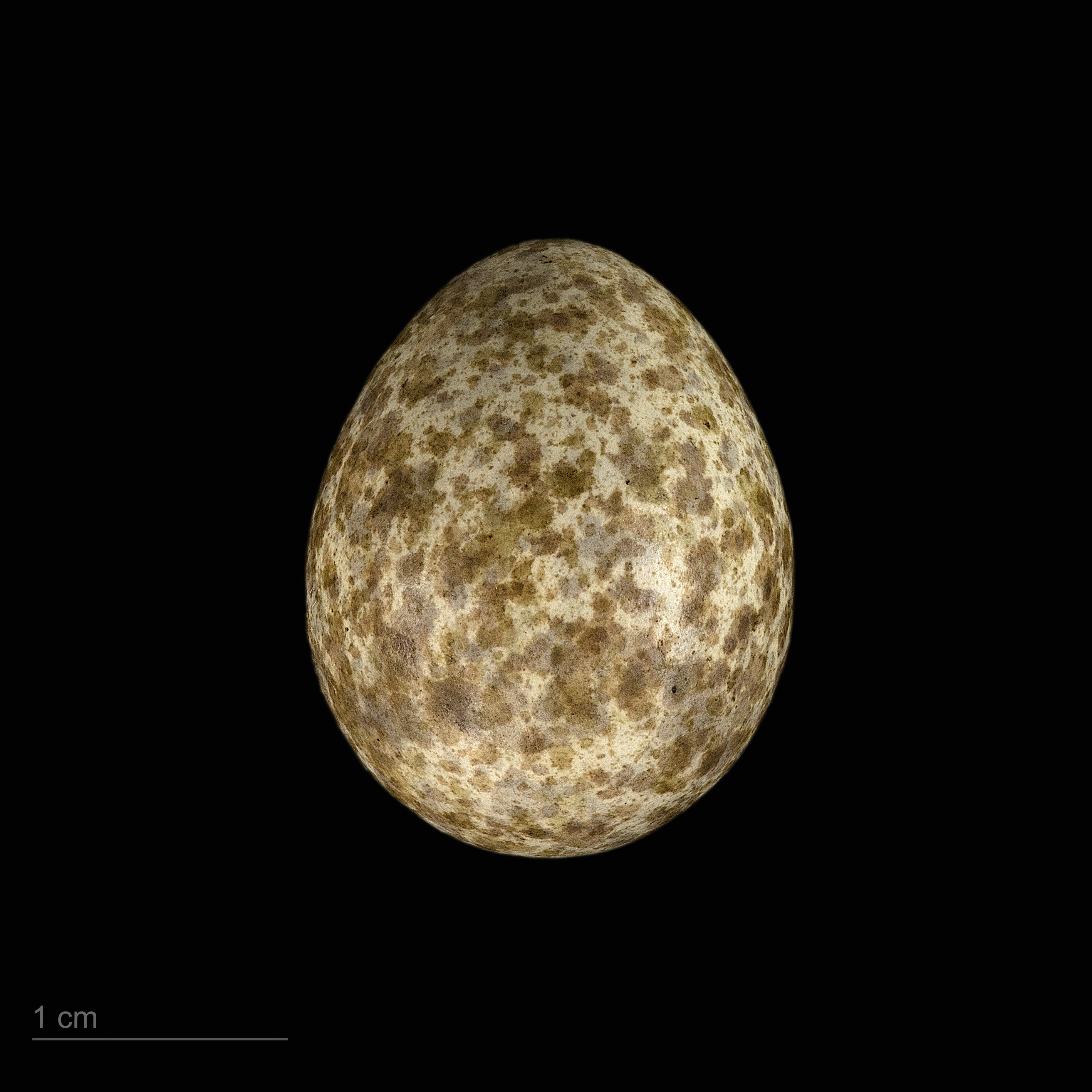
Œuf de Melanocorypha yeltoniensis - (MHNT).

Melanocorypha yeltoniensis
Espèce
Répartition géographique
- présence constante
- présence estivale
- présence hivernale

Statut de conservation UICN

 LC  : Préoccupation mineure
L'Alouette nègre (Melanocorypha yeltoniensis) est une espèce d'oiseaux passereaux de la famille des Alaudidae.

## Description
Cet oiseau mesure 18 à 20,5 centimètres de longueur, du bec à la queue, pour une envergure de 37 centimètres et un poids de 63 à 76 grammes en moyenne. Le mâle et la femelle sont très différents. Le mâle est bien plus grand que la femelle, avec un gros bec jaune paille. À l'automne, son plumage est frais, il est noir avec de larges bordures pâles. À mesure que l'année avance, jusqu'à l'été, son plumage se noircit. La femelle, quant à elle, est gris-brunâtre avec des taches foncées,.

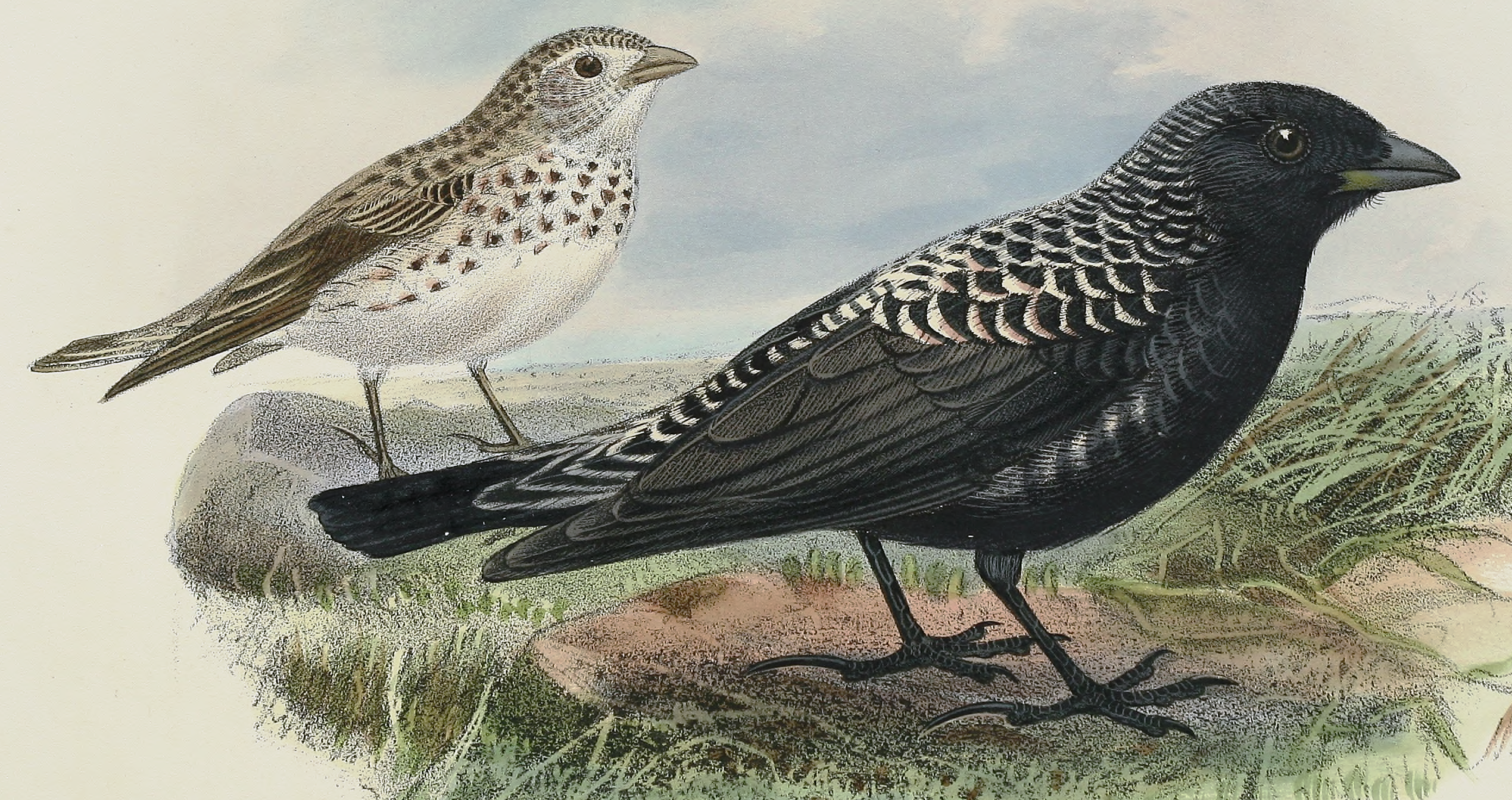
Un mâle (devant) et une femelle (derrère).

## Mode de vie

### Habitat et répartition
Cet oiseau fréquente les steppes du Kazakhstan et du sud de la Russie ; son aire d'hivernage s'étend jusqu'à la mer Noire. On le retrouve souvent près des lacs de plaine et des marais salants. Il est assez commun dans la région.

### Alimentation
L'Alouette nègre a un menu végétarien toute l'année, à l'exception de la période de reproduction durant laquelle cette alouette ajoute des insectes et des invertébrés.

### Reproduction
L'Alouette nègre niche à même le sol. Il y a environ 4 à 5 œufs par couvée. Les jeunes sont nourris d'insectes.

### Comportement
En automne et en hiver, de grandes bandes d'Alouettes nègres se forment. Celles-ci sont unisexuées, mâles et femelles sont dans des bandes différentes. Les bandes de mâles ont généralement de plus grands effectifs que les bandes de femelles. Ces alouettes sont plus facilement abordables en hiver, à cette période il est même possible de les trouver en compagnie d'autres alouettes, telle que l'Alouette leucoptère.

## Cri
Le cri de l'Alouette nègre ressemble à celui de l'Alouette des champs mais en plus aigu et avec des phrases plus courtes,.